# Phare d'Indian Head
Le phare d'Indian Head (en anglais : Indian Head Light) est un phare actif qui est situé dans le port de Summerside dans le Comté de Prince (Province de l'Île-du-Prince-Édouard), au Canada. 
Ce phare est géré par la Garde côtière canadienne .
Il a été reconnu édifice fédéral du patrimoine le 5 septembre 1991  par le loi sur la protection des phares patrimoniaux (en) et reconnu lieu patrimonial désigné par le ministère du Tourisme et de la Culture en 2012.

## Histoire
Il a été mis en service en 1881 pour guider les navires vers le port de Summerside. Il a subi, depuis sa construction, de divers travaux de consolidation et d'amélioration. Il a été automatisé.

## Description
Le phare est une tour octogonale blanche, en deux étages, à claire-voie en bois de 13 m de haut, avec galerie et lanterne. Elle est installée sur un socle en béton au bout d'un brise-lames. Il émet, à une hauteur focale de 14 m, un feu isophase un éclat blanc toutes les 10 secondes. Sa portée nominale est de 11 milles nautiques (environ 20 km). Il n'est pas ouvert aux visites.
Identifiant : ARLHS : CAN-248 - Amirauté : H-1048 - NGA : 8316 - CCG : 1020 .

## Caractéristique duFeu maritime
Fréquence : 10 secondes (W)
- Lumière : 5 secondes
- Obscurité : 5 secondes

|                                 |
| Le phare dans Summerside Strait |

### Lien connexe
- Liste des phares de l'Île-du-Prince-Édouard